# Greniera
Greniera is een muggengeslacht uit de familie van de kriebelmuggen (Simuliidae).

## Soorten
- G. abdita (Peterson, 1962)
- G. abditoides (Wood, 1963)
- G. brachiata (Rubtsov, 1961)
- G. denaria (Davies, Peterson, and Wood, 1962)
- G. fabri Doby & David, 1959
- G. ivanovae (Ivashchenko, 1970)
- G. zverevae Rubtsov, 1964